# Thiasos

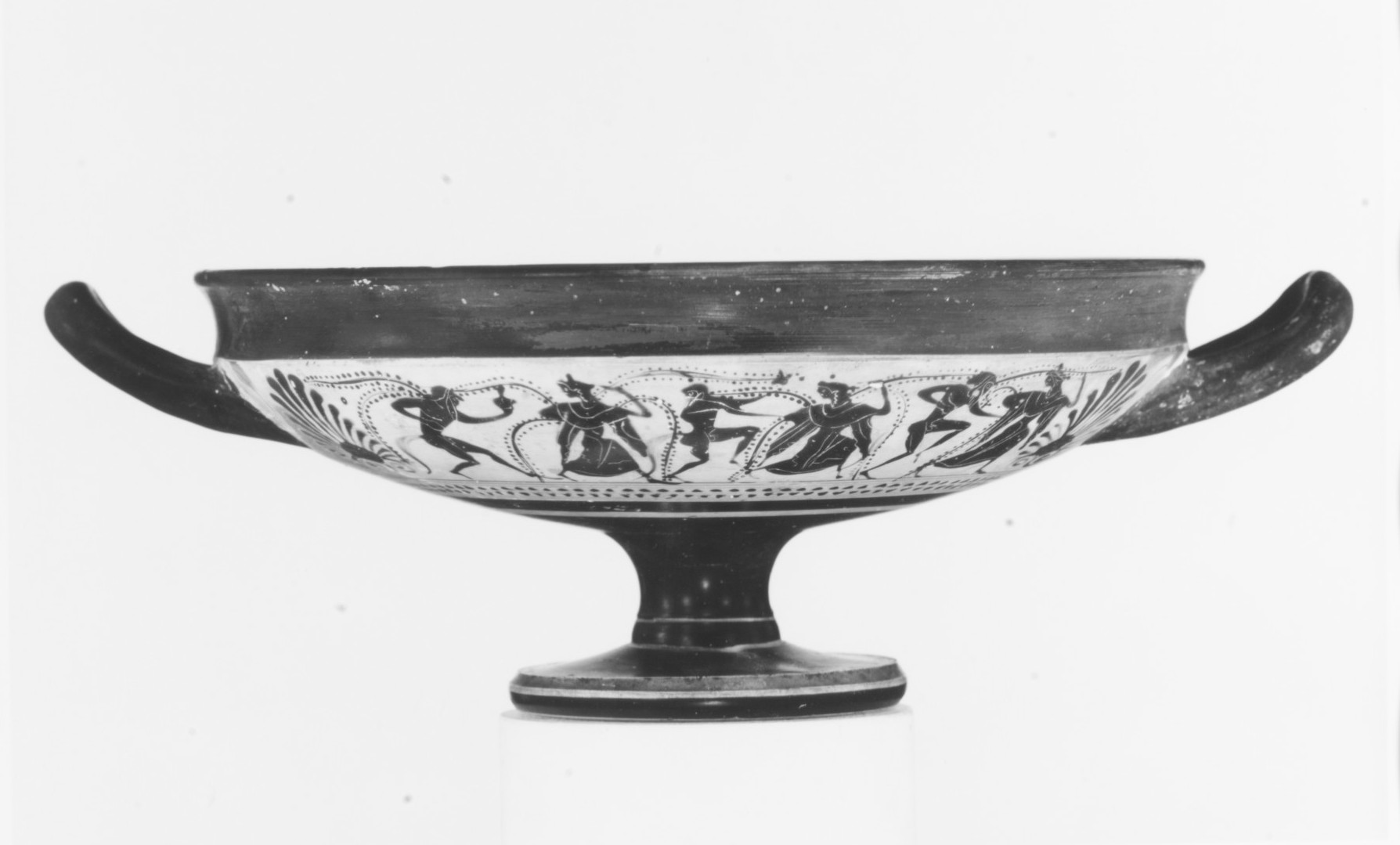
Thiasos von Mänaden und Satyrn auf einer Droop-Schale in New York, Metropolitan Museum of Art 1972.118.140

Der Begriff Thiasos (altgriechisch θίασος thíasos) bezeichnet in den antiken griechischen und römischen Religionen den Zusammenschluss von Personen zur Verehrung eines Gottes. Meist ist damit ein religiöser Verein gemeint.
Vor allem aus hellenistischer und römischer Kaiserzeit sind diverse Inschriften zu dieser Thematik überliefert. Thiasos war neben Orgeones, collegium und anderen Begriffen eine von mehreren möglichen Bezeichnungen für derartige Vereine. In vorhellenistischer Zeit hat Thiasos meist mit dem Kult des Gottes Dionysos und ähnlicher Götter zu tun. Unklar ist, ob diese Vereine nur kurzfristig bestanden oder längerfristige Institutionen waren. Im übertragenen Sinn wird auch das Gefolge eines Gottes als Thiasos bezeichnet.